# Йозеф Раж-молодший
Йозеф Раж-молодший (словац. Jozef Ráž mladší; 17 липня 1979 року, Братислава) — словацький бізнесмен і політик, з 25 жовтня 2023 року міністр транспорту Словацької Республіки в четвертому уряді Роберта Фіцо.

## Біографія
Йозеф Раж-молодший народився 17 липня 1979 року в Братиславі. Його батько — співак Йозеф Раж. Вивчав міжнародний бізнес в Університеті економіки в Братиславі та право в Братиславському університеті права (нині Пан'європейський університет).
Після закінчення університету Раж зосередився на кар'єрі на державній службі.
З 2005 по 2010 рік працював у Міністерстві оборони Словаччини. Потім працював у голови Братиславського самоврядного краю Павла Фреса.
У 2011 році Раж приєднався до Словацької пошти, де став членом Ради директорів.
У 2016 році директор словацької пошти Томаш Друкер став міністром охорони здоров'я та призначив Ража керівником сервісного офісу. Раж обіймав цю посаду до 2018 року, коли прем'єр-міністр Петер Пеллеґріні запропонував його кандидатуру на посаду міністра внутрішніх справ. Президент Андрей Кіска, однак, відхилив цю кандидатуру через зв'язки Ража з колишнім міністром Робертом Калиняком, якого звинувачують у зловживанні владою та зв'язках з організованою злочинністю. Після відмови Раж відійшов від публічного життя і зосередився на управлінні своїм снековим бізнесом.
У 2023 році Раж став міністром транспорту. Після приходу до влади він змінив керівництво Національної автодорожньої компанії, Словацької дорожньої адміністрації, державних портів та Словацької залізниці.

## Сім'я
Йозеф Раж одружений і має двох доньок.